# Saarijärvi (sjö i Loppis, Egentliga Tavastland)
Saarijärvi är en sjö i kommunen Loppis i landskapet Egentliga Tavastland i Finland. Sjön ligger 108,9 meter över havet. Arean är 38 hektar och strandlinjen är 8,43 kilometer lång. Sjön  ingår i Karisåns huvudavrinningsområde.   Den ligger omkring 34 km söder om Tavastehus och omkring 71 km nordväst om Helsingfors. 
Saarijärvi ligger nordöst om sjön Punelia